# Colé Santana
Petrônio Rosa de Santana, conhecido como Colé Santana ou simplesmente Colé (Cruzeiro, 1º de dezembro de 1919 — Rio de Janeiro, 29 de agosto de 2000), foi um ator, dramaturgo, produtor e diretor teatral brasileiro.
Filho de artistas circenses, começou a atuar no circo aos 12 anos, como "ajudante de palhaço". Era, então, o palhacinho "Picolé". Estreou no teatro no fim da década de 1930, na Companhia Típica Brasil. Em 1941, é contratado pela companhia de Jardel Jércolis (ou Jardel Gonzaga de Bôscoli, pai do ator Jardel Filho), do Rio de Janeiro, estreando na revista Filhas de Eva, de Jardel e Custódio Mesquita. Com a companhia, viaja pelo Brasil e adota o nome artístico de Colé. De volta ao Rio, tem seu primeiro sucesso cômico na revista Hoje Tem Marmelada, de Jardel Jércolis e Luiz Peixoto, em 1942. No teatro de revista, incorpora o tipo malandro e mulherengo, que levará também para o rádio e o cinema. Na década de 1950, por sugestão de Procópio Ferreira, monta a sua própria companhia, obtendo grande sucesso, sempre no subgênero revista. No cinema, contracenou com Grande Otelo, Oscarito, Dercy Gonçalves e Virgínia Lane, na época áurea das chanchadas. Nos anos 1960 e 1970, Colé voltou sua carreira para a televisão, participando de programas humorísticos.
Faleceu em 29 de agosto de 2000, aos 80 anos, por falência de múltiplos órgãos.
Era tio dos atores e humoristas Dino e Dedé Santana.

## Filmografia
| Ano  | Título                                         | Personagem         |
| ---- | ---------------------------------------------- | ------------------ |
| 1945 | O Cortiço                                      | Firmo              |
| 1945 | Loucos por Música                              | —                  |
| 1946 | Segura Esta Mulher                             | —                  |
| 1948 | Poeira de Estrelas                             | Fragoso            |
| 1948 | Estou aí                                       | —                  |
| 1949 | Todos por Um                                   | Colegnan           |
| 1951 | O Falso Detetive                               | —                  |
| 1951 | Coração Materno                                | Mordomo            |
| 1952 | Carnaval Atlântida                             | Pedro              |
| 1953 | Três Recrutas                                  | Recruta            |
| 1954 | Malandros em Quarta Dimensão                   | —                  |
| 1954 | Mulher de Verdade                              | Bamba              |
| 1956 | Eva no Brasil                                  | Chiquinho          |
| 1957 | Um Pirata do Outro Mundo                       | Napoleão           |
| 1959 | Dona Xepa                                      | Coralino           |
| 1971 | Jesus Cristo Eu Estou Aqui                     | Coronel Lula       |
| 1973 | Com a Cama na Cabeça                           | Carneiro           |
| 1974 | A Transa do Surf                               | Escovador          |
| 1975 | Aventuras d'um Detetive Português              | Chófer de taxi     |
| 1977 | O Ibrahim do Subúrbio                          | —                  |
| 1978 | O Gigante da América                           | —                  |
| 1980 | Bububu no Bobobó                               | —                  |
| 1981 | O Segredo da Múmia                             | —                  |
| 1982 | Tabu                                           | Oswald de Andrade  |
| 1983 | Os Bons Tempos Voltaram: Vamos Gozar Outra Vez | Rei                |
| 1986 | Brás Cubas                                     | —                  |
| 1986 | As Sete Vampiras                               | Inspetor Pacheco   |
| 1988 | Lili, a Estrela do Crime                       | Xerife (do VT)     |
| 1991 | O Escorpião Escarlate                          | Metralha / Locutor |
| 1991 | Assim na Tela Como no Céu                      | José               |